# Outpost 2: Destini sospesi
Outpost 2: Destini sospesi (Outpost 2: Divided Destiny) è un videogioco strategico in tempo reale sviluppato dalla Dynamix e pubblicato dalla Sierra On-Line nel 1997. Il videogioco è il seguito di Outpost pubblicato nel 1994 sempre dalla Sierra.

## Accoglienza
Il primo Outpost fu un videogioco modesto, che non convinse molti giocatori mentre il seguito migliorò la giocabilità anche se non riuscì a cancellare il parziale insuccesso del primo dovuto a molti fattori.